# Свято-Успенская церковь (Мокрое)
Свято-Успенская церковь — православный храм в агрогородке Мокрое, расположенный на её главной улице (ул. Советская, 84). Церковь представляет собой памятник народного деревянного зодчества.

## История
Деревянная церковь, возведённая в 1865 году, в 1930-е годы была перестроена, в результате чего появились двухскатная крыша с залобком и плоский подшивной потолок внутри храма. Данные 2007 года говорят о её постройке в 1992—1994 годах. К 1995 году относится освящение архиерейским чином престола в честь Успения Пресвятой Богородицы. При церкви имеется воскресная школа. На данный момент настоятелем является иерей Игорь Симоненко.

## Архитектура
Для здания церкви характерна трёхчастная продольно-осевая композиция. Она сформирована прямоугольными в плане притвором и молитвенным залом и пятигранной апсидой. Завершением притвора служит восьмигранная шатровая звонница с маковкой, а центрального кубовидного объёма — восьмигранный световой барабан, возведенный над его двухскатной крышей. Для выделения трёх входов (центрального и двух боковых) применены три четырёхстолпных крыльца под двухскатными крышами.
Для освещения храма использованы лучковые (арочные) оконные проёмы в фигурных наличниках, прорезанные в необшитых фасадах. По данным 1986 года, детали декора были покрыты краской. В интерьере деревянный иконостас использован для выделения апсиды.

## Комментарии
1. ↑  В описании Т. В. Габрусь 1986 года и А. Н. Кулагина 2001 года композиция представлена как состоящая из притвора (дополнительного объёма) каркасной конструкции и бабинца, кубовидного (квадратного) молитвенного зала и более низкой пятигранной апсиды с низкими симметричными ризницами по бокам. Притвор и бабинец, завершением которого ранее служила звонница (у Кулагина — завершением притвора), были объединены в единый объём — один вытянутый сруб. Завершением молитвенного зала ранее служил световой барабан с куполом. См.: Габрусь Т. В. Успенская царква // Збор помнікаў гісторыі і культуры Беларусі. Магілёўская вобласць. — Минск: БелСЭ, 1986. — С. 146. — 408 с. — 5500 экз.; Кулагін А. М. Праваслаўныя храмы на Беларусі : энцыклапедычны даведнік. — Минск: БелЭн, 2001. — С. 139. — 328 с. — ISBN 985-11-0190-7.
2. ↑  Т. В. Габрусь в описании 1986 года сообщает о горизонтальной обшивке стен храма, укреплённых лопатками. См.: Габрусь Т. В. Успенская царква // Збор помнікаў гісторыі і культуры Беларусі. Магілёўская вобласць. — Минск: БелСЭ, 1986. — С. 146. — 408 с. — 5500 экз.